# Jardins de Ca n'Altimira
Els jardins de Ca n'Altimira es troben al barri de Sant Gervasi - la Bonanova de Barcelona i estan catalogats com a bé amb elements d'interès (categoria C).

## Història
El 1867, l'hisendat Josep Altimira i Reniu (Barcelona, 1822-1898) va adquirir a Carme de Dalmases una parcel·la de 193.500 pams quadrats procedents de la finca de Torre Vilana pel preu de 8.380 escuts, i entre el 1872 i 1874, va ampliar la propietat amb altres peces de terra al carrer de la Mare de Déu del Carme. El 1880, va emprendre la construcció dels jardins, i el 1881 va demanar permís per a construir un mur de tanca a l'actual carrer de Maó, segons el projecte del mestre d'obres Joan Frexe i Vilardaga. Aprofitant el desnivell del terreny, aquests es van estructurar en dos nivells; a la part baixa, hi havia un estany amb un templet de vidre al centre i flanquejat per escultures de marbre, on va fer col·locar una escultura d'Hermes, rèplica del bronze de Giovanni da Bologna (1567). També va fer construir unes grutes subterrànies, il·luminades per claraboies i comunicades amb el torrent de Betlem, de manera que es podien inundar per a que els seus invitats hi poguessin navegar amb barques. Una altra excentricitat era una gran mona que feia de recepcionista per a atendre els visitants.
Al final de la seva vida, Altimira es va arruïnar, i es va haver de despendre d'algunes obres d'art, entre elles el templet, que va ser adquirit pel banquer Josep Garí i Cañas, que el faria instal·lar a la seva finca d'Argentona. A la seva mort el 1898, els seus béns foren embargats i la finca va ser venuda en subhasta pública i adquirida per la seva neboda Carme Casals i Altimira i els seus fills. Carme Casals es va vendre tots els objectes de valor que va poder, incloent-hi elements decoratius dels jardins, i el 1899 va vendre la finca per 900.000 pessetes a les Missioneres de la Immaculada Concepció, que van instal·lar un col·legi religiós a la torre.
Durant el segle xx, una part de la finca va ser urbanitzada, i el 1985 es va aprovar un Pla Especial de Protecció que permeté la construcció d'un bloc d'habitatges anomenat Las Arcadias (1988) al carrer de Mandri. Una part dels antics jardins (0,43 ha) va passar a mans de l'Ajuntament de Barcelona, i el 1991 es van obrir al públic, després d'una remodelació efectuada per l'arquitecta María Luisa Aguado.

## Descripció

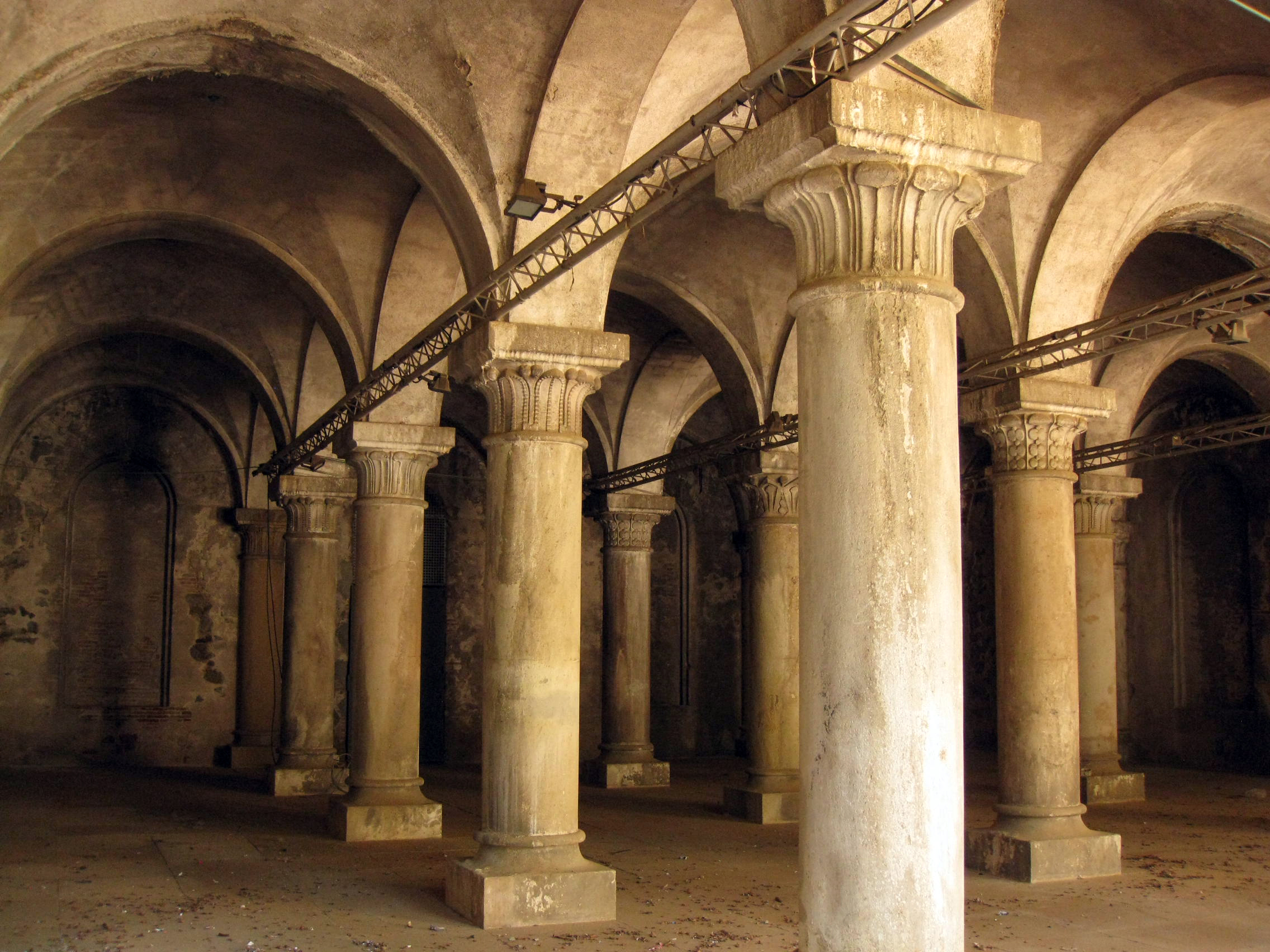
Sala hipòstila

Després de l'accés per l'entrada principal del carrer de Mandri, el jardí es mostra exuberant de vegetació, especialment per la presència imponent dels pins blancs (Pinus halepensis). Un camí escalonat descendeix a un nivell inferior, on hi ha una plaça amb una font i, al fons, una sala hipòstila amb 36 columnes, coberta antigament per arbrat i avui dia per una pista de bàsquet. Tots dos nivells estan comunicats per dos ponts, un de pedra i un altre de ferro. A la part superior hi ha una àrea de jocs infantils.
Entre les espècies presents es troben: el lledoner (Celtis australis), el pi pinyer (Pinus pinea), el cedre de l'Atles (Cedrus atlantica), l'om de Sibèria (Ulmus pumila), l'acàcia borda (Robinia pseudoacacia). I de plantació més recent, la sòfora (Sophora secundiflora), la prunera vermella (Prunus cerasifera) i l'arbre ampolla (Brachychiton populneus).